# Force centrale de réserve de la police
La force centrale de réserve de la police (en anglais : Central Reserve Police Force ; CRPF) est une force centrale de police armée indienne sous la tutelle du ministère de l'Intérieur. Le CRPF aide les États et les territoires de l’Union à maintenir l’ordre public et la sécurité intérieure. Elle est composée de la force centrale de réserve de la police régulière et auxiliaire.
L'unité est créée le 27 juillet 1939 en tant que police des représentants de la Couronne dans le but d'assurer la sécurité des représentants de la Couronne britannique en Inde. La force est ensuite rebaptisée force centrale de police de réserve par une loi du Parlement en 1949. La CRPF joua un rôle majeur lors des élections parlementaires de septembre 1999.
La CRPF est la plus grande force centrale de police armée en Inde, comprenant 247 bataillons et dépassant un effectif total de 301 376 personnes, en 2019. Des officiers du CRPF sont également déployés dans des missions des Nations Unies.